# Pak Chol-min (futbolista)
Pak Chol-min (Corea del Norte, 10 de diciembre de 1988) es un exfutbolista de Corea del Norte que jugaba en la posición de delantero.

## Carrera

### Club
| Periodo   | Club         | Apariciones | Goles |
| --------- | ------------ | ----------- | ----- |
| 2005-2014 | Rimyongsu SC | 45          | 13    |
| 2015-2016 | April 25     | 0           | 0     |

### Selección nacional
Jugó para Corea del Norte en 13 ocasiones de 2007 a 2011 y anotó tres goles; participó en la Copa Mundial de Fútbol Sub-17 de 2005, la Copa Mundial de Fútbol Sub-20 de 2007, los Juegos Asiáticos de 2010 y la Copa Asiática 2011.

## Logros
- Liga de fútbol de Corea del Norte (1): 2015
- Copa Hwaebul (2): 2015, 2016

## Estadísticas

### Goles con selección nacional
| # | Fecha      | Sede                      | Rival    | Resultado | Torneo                                               |
| - | ---------- | ------------------------- | -------- | --------- | ---------------------------------------------------- |
| 1 | 21-10-2007 | Ulaan-Baatar, Mongolia    | Mongolia | 4-1       | Clasificación para la Copa Mundial de Fútbol de 2010 |
| 2 | 28-10-2007 | Pionyang, Corea del Norte | Mongolia | 5-1       | Clasificación para la Copa Mundial de Fútbol de 2010 |
| 3 | 28-10-2007 | Pionyang, Corea del Norte | Mongolia | 5-1       | Clasificación para la Copa Mundial de Fútbol de 2010 |